# 주오코론
《중앙 공론》(中央公論)은, 1887년에 일본에서 창간되어, 현재도 발행되고 있는 월간 종합잡지이다. 1999년까지는 주오코론샤(中央公論社)에서, 이후에는 주오코론신샤(中央公論新社)에서 발행하고 있다.